# The Jimi Hendrix Experience
The Jimi Hendrix Experience byla vysoce vlivná, i když krátce fungující britsko-americká rocková skupina, slavná díky kytarovým schopnostem Jimiho Hendrixe ve skladbách jako "Purple Haze", "Foxy Lady", "Fire", "Hey Joe", "Voodoo Child (Slight Return)", "All Along the Watchtower" a "Spanish Castle Magic". I když byl Hendrix hlavní člen a frontman, tak basák Noel Redding a bubeník Mitch Mitchell hráli pro „the experience“ zásadní roli.

## Sestava
- Jimi Hendrix – kytara, zpěv (příležitostně baskytara, klávesy, bicí, cembalo a flétna)
- Noel Redding – baskytara, doprovodný zpěv (příležitostně hlavní zpěv, 8strunná baskytara a kytara)
- Mitch Mitchell – bicí, perkuse, doprovodný zpěv (příležitostně hlavní zpěv a zvonkohra)

## Diskografie
- Are You Experienced (UK: květen 1967; US: srpen, 1967) – #2 UK, #5 US
- Axis: Bold as Love (prosinec, 1967) – #5 UK, #3 US
- Electric Ladyland (září, 1968) – #5 UK, #1 US
- BBC Sessions (1998)
- Live at Berkeley (2003)